# Portulaca suffrutescens
Portulaca suffrutescens är en portlakväxtart som beskrevs av Georg George Engelmann. Portulaca suffrutescens ingår i släktet portlaker, och familjen portlakväxter. Inga underarter finns listade i Catalogue of Life.